# João III da Suécia
João III (Söderköping, 20 de dezembro de 1537 – Estocolmo, 17 de novembro de 1592) – conhecido em sueco como Johan III - foi o rei da Suécia de 1568 até sua morte em 1592.                                                                                           Era o segundo filho do rei Gustavo Vasa e sua segunda esposa Margarida Leijonhufvud.                                                                                   Ascendeu ao trono ao depor seu meio-irmão mais velho Érico XIV, que sofria de períodos de insanidade mental.

João III Vasa da Suécia nasceu em 20 de dezembro de 1537, sendo o primeiro filho do segundo casamento do rei Gustavo I da Suécia com a rainha Margarida Leijonhufvud.  Entretanto, João não era o herdeiro do trono, pois ele era o segundo filho homem de Gustavo I, que em seu primeiro casamento teve um filho, o futuro rei Érico XIV da Suécia. Seus avós paternos eram Érico João Vasa e Cecilia Månsdotter. E seus avós maternos eram Erik Abrahamsson e Ebba Eriksdotter.  Quando tinha apenas 13 anos de idade, João, seus irmãos e irmas perderam sua mãe, a rainha Margarida, que faleceu em 20 de agosto de 1551, aos 35 anos, vítima de pneumonia. E em 1552, o pai de João, o rei Gustavo I, se casou pela terceira vez com a madrasta de João, a rainha Catarina Gustavsdotter. João não gostava tanto da sua madrasta, mas a respeitava.  E quando João tinha 22 anos, em 29 de setembro de 1560, o rei Gustavo I veio a falecer aos 64 anos de idade, aos 64 anos, também devido á pneumonia. E com sua morte, Érico XIV da Suécia subiu ao trono. 
Em 6 de outubro de 1562, João Vasa, de 25 anos, se casou com a princesa polaca, Catarina Jagelão, de 36 anos, filha do já falecido (na época) rei Sigismundo I, e irmã do então rei, Sigismundo II Augusto. João e Catarina, apesar da diferença de 11 anos entre eles, já que Catarina era mais velha que João, tiveram um casamento feliz.  O casal passou a residir na Finlândia, pois João detinha desde 1556 o título de Duque da Finlândia, já que na época ela fazia parte da suécia. Entretanto, o rei Érico XIV se opôs ao casamento desde o início, pois suspeitava que seu irmão estava querendo o derrubar do poder, e só havia se casado com Catarina para obter apóio de Sigismundo II para isto. Érico XVI então mandou prender João em 12 de agosto de 1563, o acusando de traição.  Catarina não seria presa inicialmente por ordem de Érico, e teve a opção de retornar para sua antiga casa, na polônia. Mas ela recusou isto, sem dizer nada, apenas mostrando seu anel para o guarda, que estava escrito: "Nemo nisi mors", ou seja, "Nada além da morte" (nós separará). E assim, decidiu ser presa junto ao seu marido.  Catarina e João juntos tiveram três filhos: Isabel Vasa, nascida em 1564. Mas que veio a falecer na infância, em 1566. O segundo, e único filho homem deles, foi Sigismundo III Vasa, nascido em 20 de junho de 1566. E por fim, a terceira e última foi Ana Vasa, nascida em 17 de maio de 1568.     Mas Catarina veio a falecer em 16 de setembro de 1583, aos 56 anos de idade, devido á causas desconhecidas. E então, João III se casou em meados de 1585 com Gunila Bielke, uma nobre sueca. E com ela, ele teve apenas um filho: João Vasa, nascido em 18 de abril de 1589.
Após algum tempo na prisão, em 29 de setembro de 1568, o rei Érico XIV foi depôsto por um golpe da nobreza sueca, apóiado por João Vasa, Duque da Finlândia, que veio a suceder Érico e se tornar novo rei em janeiro de 1569.  Na política externa, terminou a Guerra Nórdica dos Sete Anos com a Dinamarca, Lubeque e Polónia, mas iniciou a Guerra Nórdica dos Vinte e Cinco Anos com a Rússia, na qual a Suécia conseguiu conquistar uma parte da região báltica da Íngria. E ele tentou adquirir influência sobre a polônia-lituânia. Concorrendo na Eleição real livre de 1573, mas sendo derrotado pelo candidato francês, Henrique III de França. Porém, mais tarde, conseguiu a eleição de seu filho, Sigismundo III Vasa, como rei da República das Duas Nações. 
Na política interna, introduziu uma versão da missa, de influência católica, que levantou grande oposição. Mandou construir os castelos de Kalmar e Vadstena. Morreu em 17 de novembro de 1592, aos 54 anos, provavelmente de uma infecção pulmonar ou pneumonia. Ele foi sucedido pelo seu filho Sigismundo.